# Héðinn Steingrímsson
Héðinn Steingrímsson (ur. 11 stycznia 1975 w Reykjaviku) – islandzki szachista i trener szachowy (FIDE Senior Trainer od 2012), arcymistrz od 2007 roku.

## Kariera szachowa
W 1987 r. zdobył w San Juan tytuł mistrza świata juniorów do lat 12. Pod koniec lat 80. awansował do ścisłej czołówki szachistów islandzkich, w roku 1990 zdobywając (w wieku 15 lat) tytuł indywidualnego mistrza kraju. W latach 1997–2003 nie występował w turniejach klasyfikowanych przez Międzynarodową Federację Szachową, w następnych trzech latach rozegrał tylko kilkanaście partii w ligach islandzkiej i niemieckiej, do gry turniejowej powracając w roku 2006, w którym zdobył w Reykjaviku tytuł wicemistrza kraju (po porażce w finale z Hannesem Stefanssonem). W ciągu zaledwie jednego (2007) roku wypełnił trzy normy arcymistrzowskie, zwyciężając w Palau (wraz z Fabiano Caruaną) i w Mladej Boleslav (samodzielnie, przed Radosławem Jedynakiem) oraz dzieląc III miejsce w Differdange (za Humpy Koneru i Hannesem Stefanssonem, wspólnie z Sébastienem Fellerem, Viktorem Erdosem, Tigranem Gharamianem i Leonidem Kritzem). W 2009 r. podzielił I m. w Reykjaviku (wspólnie z Jurijem Kryworuczko, Hannesem Stefanssonem i Mihailem Marinem). W 2011 r. zdobył w Egilsstadirze tytuł indywidualnego mistrza Islandii.
Wielokrotnie reprezentował Islandię w turniejach drużynowych, m.in.: trzykrotnie na olimpiadach szachowych (w latach 1990, 2008, 2010) oraz dwukrotnie na drużynowych mistrzostwach Europy (w latach 2007, 2013).
Najwyższy ranking w dotychczasowej karierze osiągnął 1 lipca 2011 r., z wynikiem 2570 zajmował wówczas 3. miejsce wśród islandzkich szachistów.